# Щиглицы
Щиглицы — деревня в Логозовской волости Псковского района Псковской области России.
Расположена в устье реки Каменка при впадении её в Великую в 15 км по дороге к северо-западу от Пскова и в 10 км к северу от Неёлово.
Щиглицкий рыбзавод.
| 2001 | 2002 | 2010 | 2012 |
| ---- | ---- | ---- | ---- |
| 215  | ↘179 | ↘134 | ↗163 |